# ユアウエア
『ユアウエア』は、シンガーソングライター・IKUの1作目のアルバムである。
このアルバムは初回生産限定盤(GNCL-1198)と通常盤(GNCL-1199)の2種類が発売された。ジャケットは通常盤と初回生産限定盤では異なる（2パターン）。初回生産限定盤には、「音のない夜空に」、「Rimless〜フチナシノセカイ〜」、「誓い言〜スコシだけもう一度〜」各シングル曲のプロモーションビデオが収録されたDVDが同梱された。

## 収録曲
1. Spring up
作曲・編曲：井内舞子
Instrumental曲。
2. 木の芽風
作詞・作曲：IKU、編曲：高瀬一矢
テレビ東京系列アニメーション『ハヤテのごとく!』エンディングテーマ
3. ささやかなこと
作詞：IKU、作曲・編曲：bassy
4. 悲しい星座
作詞：IKU、作曲・編曲：八木沼悟志
5. 音のない夜空に
作詞：IKU、作曲・編曲：高瀬一矢
日本海テレビ他音楽情報番組『プリン・ス』テーマソング
6. under the bed
作詞・作曲：Rubina、編曲：渡辺善太郎
7. The Winds of Change
作詞：IKU、作曲・編曲：大嶋啓之
8. Rimless〜フチナシノセカイ〜
作詞：IKU、作曲：高瀬一矢・IKU、編曲：高瀬一矢
UHF各局など放送のテレビアニメ『とある魔術の禁書目録』エンディングテーマ
9. ハルカナセカイ
作詞：美咲ひいろ、作曲：nao、編曲：渡辺善太郎
10. おしまいの嘘
作詞・作曲：IKU、編曲：高瀬一矢
11. Fine
作詞：IKU、作曲・編曲：山田重利
12. 誓い言〜スコシだけもう一度〜
作詞・作曲：IKU、編曲：高瀬一矢
テレビアニメ『とある魔術の禁書目録』エンディングテーマ
13. 金魚と泡粒
作詞：美咲ひいろ、作曲：出羽良彰、編曲：山本隆二